# Luigi Di Biagio
Luigi Di Biagio (* 3. Juni 1971 in Rom) ist ein ehemaliger italienischer Fußballspieler und heutiger -trainer.

## Karriere

### Im Verein
Der defensive Mittelfeldspieler Di Biagio begann seine Profikarriere in der Jugend von Brescia Calcio. Sein Debüt in der Serie A gab er im Trikot von Lazio Rom, jedoch kam er hier nicht über dieses Debüt heraus, weshalb er in der Folge zum Serie-B-Verein Calcio Monza wechselte. Nach drei Spielzeiten, in denen er sich in die Stammformation spielen konnte, kehrte er in die Serie A zum US Foggia zurück. Diesmal gelang es Di Biagio, sich in der höchsten Liga zu behaupten, dank seiner überzeugender Leistungen wurden die Topvereine der Liga auf ihn aufmerksam und der Mittelfeldspieler wechselte zur Saison 1996/97 zum AS Rom. Nach vier Spielzeiten im Trikot der Roma, wechselte Di Biagio zu Inter Mailand. Auch hier vermochte er sich auf Anhieb durchsetzen und gehörte fortan zu den Leistungsträgern der Nerazzurri. Zur Saison 2003/04 kehrte Di Biagio zu seinem Stammverein Brescia Calcio zurück. Zur Saison 2006/07 verließ er Brescia um vorerst für den Amateurverein La Storta in seiner Heimatstadt zu spielen. In der Winterpause kehrte er jedoch wieder ins Profigeschäft zurück, als er zum abstiegsbedrohten Ascoli Calcio wechselte, wo er im Sommer 2007 seine aktive Laufbahn beendete.

### In der Nationalmannschaft
Nachdem er bereits 1993 von Arrigo Sacchi in den Kader der italienischen Nationalmannschaft berufen wurde, aber nicht zum Einsatz kam, debütierte Luigi Di Biagio am 28. Januar 1998 gegen die Slowakei in der Squadra Azzurra. Im selben Jahr wurde er von Nationaltrainer Cesare Maldini in den italienischen Kader für die Fußball-Weltmeisterschaft 1998. Hier erlangte er Berühmtheit, als er im Viertelfinale der gegen Gastgeber Frankreich im Elfmeterschießen Torhüter Fabien Barthez zwar überlistete und in die falsche Ecke lockte, jedoch sein harter Schuss nur die Latte traf. Damit schied Italien aus dem Turnier aus. Zwei Jahre später gehörte er bei der Fußball-Europameisterschaft 2000 im Halbfinale gegen die Niederlande erneut zu den Elfmeterschützen, diesmal traf er und Italien qualifizierte sich für das Finale, in dem man Frankreich nach Golden Goal mit 1:2 unterlag. Auch unter Trainer Giovanni Trapattoni kam Di Biagio bei der Fußball-Weltmeisterschaft 2002, wo Italien bereits im Achtelfinale gegen Südkorea ausschied, zum Einsatz.

### Erfolge als Spieler
- Vize-Europameister: 2000

### Als Trainer
Seit seinem Karriereende arbeitet Di Biagio als Jugendtrainer beim Römer Verein La Storta Roma. Seit 2013 trainiert er die italienische U-21-Nationalmannschaft. Im Februar 2018 wurde er vom italienischen Fußballverband für die Testspiele im März 2018 gegen Argentinien und England zum Trainer der italienischen A-Nationalmannschaft ernannt. Mit der Verpflichtung Roberto Mancinis als neuen Nationaltrainer im Mai 2018 endete Di Biagios Interimszeit.
Im Februar 2020 übernahm er die Mannschaft des italienischen Erstligisten SPAL Ferrara, die nach 23 Spieltagen auf dem letzten Tabellenplatz stand.